# BS10 プロ野球中継
BS10 プロ野球中継（ビーエスてん プロやきゅうちゅうけい）は、BS10で放送されているプロ野球中継。

## 歴史
BS10の前身であるBSJapanextの開局初年度に当たる2022年9月15日に千葉ロッテマリーンズ対埼玉西武ライオンズが同局初のプロ野球中継として放送された。
2023年度は放送がなかったが2024年度は同局初のオープン戦やセ・パ交流戦を含む福岡ソフトバンクホークスや埼玉西武ライオンズの主催試合を4試合中継した。
BS10に改称した2025年度は新たにオリックス・バファローズの主催試合などを放送する。また毎回野球に関する様々なテーマを設けてデータスタジアムの協力のもと統計数字によりランキングや各選手の数値を分析し独自の目線によるプロ野球中継をお送りする。
また、2025年5月からは本格的にプロ野球中継に参入し、本中継をレギュラー番組化することを発表。毎週木曜日と土曜日の昼もしくは夜間に約40試合中継する予定（基本的にはパ・リーグ公式戦及びセ・パ交流戦の中継だが、7月3日に横浜DeNAベイスターズ主催のセ・リーグ公式戦を中継予定）。なお、BS10の公式アプリ「つながるジャパネット」の同時配信及び見逃し配信は行わない。
スコアテロップは基本的に球団公式映像のもの（J SPORTSと共用のオリックス主催試合はBS12での放送時と異なり『野球好き』のロゴ入り）がそのまま使用されるが、DeNA主催試合のみ独自のテロップ（配球チャート入り）に差し替えている。また選手個人のデータをL字でも表示している。

## 放送時間
- ナイトゲーム
  - 17:55-21:30（最大22:00まで）
- デイゲーム
  - 12:55-16:30（最大17:00まで）

## 出演者

### 現在の出演者
解説者（※はレギュラー中継の発表当初からの解説者）
- 新垣渚（ダイエー～ソフトバンク・ヤクルトOB）
- 礒部公一（近鉄・楽天OB）
- 糸井嘉男（日本ハム・オリックス・阪神OB）
- 今江敏晃※（ロッテ・楽天OB）
- 今岡真訪（阪神・ロッテOB）
- 岩瀬仁紀（中日OB）
- 内川聖一（横浜・ソフトバンク・ヤクルト・九州アジアリーグ大分B-リングスOB）
- T-岡田（オリックスOB）
- 岡田幸文（ロッテOB）
- 尾花高夫（ヤクルトOB）
- 金子侑司（西武OB）
- 工藤公康（西武・ダイエー・巨人・横浜OB）
- 辻発彦※（西武・ヤクルトOB）
- 成瀬善久（ロッテ・ヤクルト・BCリーグ栃木OB。BCリーグ栃木コーチ）
- 西岡剛（ロッテ・MLBツインズ・阪神・BCリーグ栃木・KAL北九州下関OB）
- 平石洋介（楽天OB）
- 松井稼頭央（西武・MLBメッツ他・楽天OB）
- 藪恵壹（阪神・MLBアスレチックス他・楽天OB）
- 山崎武司※（中日・オリックス・楽天OB）
- 吉川光夫（日本ハム・巨人・西武OB。BCリーグ栃木投手兼コーチ）

アナリスト（データスタジアム所属）
- 佐々木浩哉
- 佐藤優太
- 山田隼哉

実況
- 桑原秀和（フリー）
- 小出アキラ（フリー）
- 宮澤奎太（BS10アナウンサー）
- 田中大貴（フリー）
- 林正浩（フリー）

ゲスト
- 青木英李
- 青木萌
- 大橋悠依
- 岡田圭右（ますだおかだ）
- 奥山かずさ
- 柏木ひなた
- 門林有羽（SUPER☆GiRLS）
- KIMI（DA PUMP）
- 惣田紗莉渚
- 高岸宏行（ティモンディ）
- 朝長美桜
- 長﨑望未
- 中西智代梨
- 花咲楓香
- 細川愛倫
- 牧野真莉愛（モーニング娘。'25）
- 松林楓
- 三島奈々
- 宮城弥生

### 過去の出演者
解説者
- G.G.佐藤（西武OB）
- 内竜也（ロッテOB）

実況
- 木下貴道